# Campeonato Femenino de Fútbol de Asia Oriental de 2010
El Campeonato Femenino de Fútbol de Asia Oriental 2010 fue la tercera edición de ese torneo. Se desarrolló en Japón entre el 6 y el 13 de febrero.

## Ronda preliminar

### Sedes
| Ciudad | Estadio                   | Capacidad |
| ------ | ------------------------- | --------- |
| Tainan | Estadio de Tainan Condado | 40.000    |

### Clasificación
| Equipo                   | Pts. | PJ | PG | PE | PP | GF | GC | Dif |
| ------------------------ | ---- | -- | -- | -- | -- | -- | -- | --- |
| Corea del Sur            | 12   | 4  | 4  | 0  | 0  | 41 | 0  | +41 |
| China Taipéi             | 9    | 4  | 3  | 0  | 1  | 35 | 7  | +28 |
| Hong Kong                | 6    | 4  | 2  | 0  | 0  | 12 | 15 | -3  |
| Guam                     | 3    | 4  | 1  | 0  | 3  | 5  | 21 | -16 |
| Islas Marianas del Norte | 0    | 4  | 0  | 0  | 4  | 1  | 51 | -50 |

### Resultados
| Fecha                | Lugar  | Local         | Resultado | Visitante                |
| -------------------- | ------ | ------------- | --------- | ------------------------ |
| 22 de agosto, 2009   | Tainan | Guam          | 5-1       | Islas Marianas del Norte |
| 22 de agosto de 2009 | Tainan | China Taipéi  | 8-1       | Hong Kong                |
| 24 de agosto, 2009   | Tainan | Hong Kong     | 10-0      | Islas Marianas del Norte |
| 24 de agosto de 2009 | Tainan | Guam          | 0-9       | Corea del Sur            |
| 26 de agosto, 2009   | Tainan | China Taipéi  | 10-0      | Guam                     |
| 26 de agosto de 2009 | Tainan | Corea del Sur | 19-0      | Islas Marianas del Norte |
| 28 de agosto, 2009   | Tainan | China Taipéi  | 17-0      | Islas Marianas del Norte |
| 28 de agosto de 2009 | Tainan | Corea del Sur | 7-0       | Hong Kong                |
| 30 de agosto, 2009   | Tainan | Guam          | 0-1       | Hong Kong                |
| 30 de agosto de 2009 | Tainan | China Taipéi  | 0-6       | Corea del Sur            |

## Fase final

### Sedes
| Ciudad | Estadio                   | Capacidad |
| ------ | ------------------------- | --------- |
| Tokio  | Estadio Olímpico de Tokio | 50.339    |
| Chōfu  | Estadio de Tokio          | 49.970    |

### Clasificación
| Equipo        | Pts. | PJ | PG | PE | PP | GF | GC | Dif |
| ------------- | ---- | -- | -- | -- | -- | -- | -- | --- |
| Japón         | 9    | 3  | 3  | 0  | 0  | 7  | 1  | +6  |
| China         | 6    | 3  | 2  | 0  | 1  | 5  | 3  | +2  |
| Corea del Sur | 3    | 3  | 1  | 0  | 1  | 6  | 4  | +2  |
| China Taipéi  | 0    | 3  | 0  | 0  | 3  | 0  | 10 | -10 |

### Resultados
| Fecha               | Lugar | Local         | Resultado | Visitante     |
| ------------------- | ----- | ------------- | --------- | ------------- |
| 6 de febrero, 2010  | Chōfu | Japón         | 2-0       | China         |
| 7 de febrero, 2010  | Tokio | Corea del Sur | 4-0       | China Taipéi  |
| 10 de febrero, 2010 | Chōfu | China         | 2-1       | Corea del Sur |
| 11 de febrero, 2010 | Tokio | Japón         | 3-0       | China Taipéi  |
| 13 de febrero, 2010 | Chōfu | China Taipéi  | 0-3       | China         |
| 13 de febrero, 2010 | Chōfu | Japón         | 2-1       | Corea del Sur |

### Campeón
|           |
| Campeón   |
| Japón     |
| 2º Título |